# Ahmed Noureddine
Ahmed Noureddine, de son nom complet Ahmed Ben Ali Noureddine, né le 22 avril 1912 à Sousse et décédé le 12 octobre 2007 à Sousse, est un homme politique tunisien.
Il est l'oncle maternel d'Hamed Karoui, Premier ministre de 1989 à 1999.

## Biographie

### Jeunesse
Il grandit dans une famille modeste de la médina de Sousse. Enfant, il fréquente l'un des kouttabs situés dans son quartier. Il intègre ensuite l'école franco-arabe près de la porte nord de la médina avant de poursuivre ses études secondaires à l'école primaire supérieure (École Vidal) près de Bab Jedid. En 1926, il intègre le collège de garçons de Sousse qui vient d'être créé cette année-là : c'est dans cet établissement qu'il obtient son baccalauréat en section mathématiques en 1933 ; il se rend alors à Paris où il poursuit des études de physique et chimie à la Sorbonne.

### Carrière dans l'enseignement
En 1939, après avoir achevé ses études, il regagne la Tunisie et se voit nommé professeur au collège de Sousse, où il enseigne durant deux ans, avant d'être muté à Sfax. En 1946, il revient définitivement à Sousse où il exerce son métier d'enseignant jusqu'en 1956, année de l'indépendance du pays. Il est alors nommé à la tête du Collège de garçons de la ville, succédant à l'ancien proviseur Mattéi et devenant, après le directeur du Collège Sadiki de Tunis, le second proviseur tunisien d'un établissement secondaire du pays. Syndicaliste, il est actif comme secrétaire de la section locale du syndicat de l'enseignement secondaire et préside la Fédération nationale de l'enseignement.
En 1958, il occupe durant un an le poste de directeur du service de l'enseignement secondaire au ministère de l'Éducation nationale. Il y est chargé de la réforme de l'enseignement secondaire connue sous le nom de réforme Messadi, du nom de son ministre de tutelle, Mahmoud Messadi ; Noureddine s'occupe tout particulièrement de la réforme de l'enseignement scientifique.

### Militant
Dès son plus jeune âge, il s'engage dans le militantisme : il adhère en 1930 à la cellule destourienne de Sousse et rejoint en 1934 le Néo-Destour. À Paris, il milite dans les milieux estudiantins aux côtés de Habib Thameur.
En 1945, il reprend contact avec les milieux nationalistes de Sousse et figure parmi les fondateurs de la première cellule du Néo-Destour dans cette ville. Au début des années 1950, lors des affrontements avec les autorités coloniales, il est en relation étroite avec les responsables politiques, aussi bien régionaux que nationaux, et avec les groupes de résistants armés de la région du Sahel, dont le groupe de fellagas d'Hassen Ben Abdelaziz. Nommé président de la Fédération néo-destourienne du Sahel Nord, au cours d'une réunion clandestine à laquelle assiste notamment Farhat Hached, il devient en 1956 le vice-président de la fédération destourienne de Sousse.

### Carrière politique
Le 30 décembre 1958, il est nommé par le président Habib Bourguiba comme ministre des Travaux publics et de l'Habitat avec le titre de secrétaire d'État, responsabilité qu'il exerce durant une décennie, jusqu'au 7 novembre 1969.
Durant son ministère, il est le principal artisan de l'infrastructure moderne dont bénéficie alors le pays dans le domaine du transport routier, ferroviaire, maritime et aérien ainsi que dans l'infrastructure hydraulique. En octobre 1964, il entre au bureau politique élargi du Parti socialiste destourien et se voit élu député. Réélu en 1969, il quitte son ministère pour prendre le 7 novembre la tête du ministère de l'Éducation nationale jusqu'au 27 décembre, ; il y remplace Ahmed Ben Salah, écarté du gouvernement et du parti, malgré les informations indiquant que Noureddine « serait également écarté parce qu'il s'était solidarisé avec l'ancien ministre de l'Économie ». Avec la nomination de Mohamed Mzali à l'Éducation nationale, à la Jeunesse et aux Sports, Noureddine quitte le gouvernement ; le Premier ministre Bahi Ladgham lui exprime alors « la considération du gouvernement du président Bourguiba pour les éminents services qu'il a rendus ».
Parallèlement à sa carrière ministérielle, il occupe des fonctions dans sa ville natale. Président de la délégation spéciale en 1956, il est élu comme le premier maire tunisien de Sousse en 1957, fonction qu'il assume sans interruption jusqu'en 1972, tout en exerçant ses responsabilités ministérielles. Sous sa présidence, la cité change radicalement de visage : on doit en particulier à Ahmed Noureddine le lancement du secteur touristique.
En 1970, il devient ambassadeur à Rome, où il demeure deux ans, puis à Alger où il représente son pays dès le 8 décembre 1972 pendant un an. En 1973, Noureddine rentre définitivement à Sousse et se retire de la vie publique.

## Hommages
De nombreux hommages lui sont rendus après son décès en 2007. La municipalité de Sousse lui consacre une plaquette intitulée À la mémoire du militant Ahmed Noureddine, d'une cinquantaine de pages, en arabe et en français ; elle comporte des présentations de Noureddine aux différentes étapes de sa carrière professionnelle et politique, des témoignages de ses anciens élèves, des photos, des coupures de presse, etc. Par décret du 20 octobre 2011 paru au Journal officiel de la République tunisienne le 28 octobre, le lycée de garçons de Sousse est baptisé lycée Ahmed-Noureddine. Un livre, Ahmed Noureddine. Vie d'un patriote publié par son fils Ali en 2015, rapporte son itinéraire militant et professionnel.